# Colette Guillopé
Colette Guillopé () és una matemàtica i activista francesa pel lloc de les dones a la ciència. S'ha especialitzat en equacions diferencials parcials i mecànica de fluids. És professora a la Universitat de Paris-Est-Créteil-Val-de-Marne, d'on també n'és la responsable de gènere.

## Biografia

### Estudis
Els pares de Colette Guillopé eren professors. Va estudiar a l'École normale supérieure de Fontenay-aux-Roses. Va obtenir un Diploma d'Estudis Avançats. El 1977 es va doctorar al Centre Nacional de la Recerca Científica (CNRS). El 1983 va obtenir una habilitació universitària a la Universitat de París-Sud, que va aconseguir sota la supervisió del professor en matemàtiques Roger Temam.

### Vida professional
Guillopé ensenya i dirigeix les seves investigacions a la Universitat de París-Est-Créteil-Val-de-Marne a l'equip de matemàtiques aplicades que estudia equacions diferencials parcials. Estudia models matemàtics a partir de la mecànica de fluids. També és la responsable de paritat d'aquesta universitat. Va ser presidenta de l'associació Femmes et Mathématiques entre 1996 i 1998 i de l'associació Femmes & Sciences entre 2004 i 2008. Ha estat membre de la junta directiva de l'associació Femmes & Sciences encarregada de les relacions amb el Ministeri d'Educació Superior i Recerca francès. També és la coordinadora de l'associació Women in mathematics a França.

## Distincions
- Oficial de la Legió d'Honor.[6]